# Little Dick's First Case
Little Dick's First Case è un cortometraggio del 1915 diretto da Chester M. Franklin e da Sidney Franklin.  I due registi erano fratelli e questo è, per entrambi, il loro terzo film. Avevano esordito nella regia qualche settimana prima, con il corto The Baby.
Violet Radcliffe, attrice-bambina che, al tempo del film aveva sette anni, fu interprete di tutti i loro primi film.

## Produzione
Il film fu prodotto dalla Majestic Motion Picture Company.

## Distribuzione
Distribuito dalla Mutual, il film - un cortometraggio in una bobina - uscì nelle sale  statunitensi il 28 maggio 1915.